# Alue Bili Rayeuk
Alue Bili Rayeuk is een bestuurslaag in het regentschap Aceh Utara van de provincie Atjeh, Indonesië. Alue Bili Rayeuk telt 1700 inwoners (volkstelling 2010).